# Совјетска Социјалистичка Република Абхазија
Совјетска Социјалистичка Република Абхазија (рус. Социалистическая Советская Республика Абхазия) је била краткотрајна република унутар Совјетског Савеза, која је постојала од 31. марта 1921. до 19. фебруара 1931. године. ССР Абхазија заправо никад није де јуре постала равноправна совјетска република, него је функционисала у некој врсти уније са Грузијском ССР, све заједно унутар Транскавкаске СФСР.

## Формирање
За време Руског грађанског рата, Абхазија је била аутономна провинција Демократске Републике Грузије. Након пораза Белих и повлачења Антантиних снага пред крај рата, руска Црвена армија је од фебруара до марта 1921. године успоставила контролу над кавкаским републикама. Црвена армија је, 4. марта, уз помоћ локланих герилаца заузела град Сухуми, где је основан Абхаски револуционарни комитет, привремена совјетска влада. 
Конференција, на којој су присуствовали Серго Орџоникидзе, Шалва Елијава, Ефрем Ешба и Нестор Лакоба, прогласила је, 31. марта, Совјетску Социјалистичку Републику Абхазију. Питање припадности републике Руској СФСР или Грузијској ССР било је и даље отворено. Грузијски револуционарни комитет поздравио је оснивање ССР Абхазије.

## Статус
Представници ССР Абхазије су, 16. децембра 1921. године, потписали споразум о савезу, преневши неке облике суверености под домену Грузијске ССР. Уговором је Абхазија имала статус „договорне републике“ и установила војну, политичку и монетарну унију са Грузијском ССР. ССР Абхазија се, 12. марта 1922. године, придружила Транскавкаској СФСР, а 30. децембра 1922, Совјетском Савезу.
Посебан статус ССР Абхазије добио је званичну потврду у совјетском Уставу 1925. године, наводећи да је „ССР Абхазија уједињена са Грузијском ССР на темељу посебног уговора о савезу“.
По Стаљиновој наредби, ССР Абхазија је деградирана на статус аутономне републике унутар Грузијске ССР, највероватније као казна руководству Нестора Лакобе за неуспешно спровођење колективизације.

## Функционери ССР Абхазије

### Председници
- Председник Комитета за јавну безбедност
  - А. Варлам Шарваршидзе (10. март 1917—191...)
  - ... (8. март 1918—8. април 1918.)
- Председник Револуционарног комитета
  - Ефрем Ешба (8. април 1918—16. мај 1918.)
  - Н. Е. Жванија (17. фебруар 1921—6. март 1921.)
  - Ефрем Ешба (6. март 1921—16. јануар 1922.)
- Председник Централног извршног комитета
  - Ефрем Ешба (1922)
  - Самсон Картозија (1922—1923.)
  - Самсон Чанба (1925. – април 1930.)
  - Нестор Лакоба (април 1930—19. фебруар 1931.)

### Премијери
- Председник Народног већа
  - Симон Басарија (8. новембар 1917—191...)
  - А. Варлам Шарваршидзе (1918—9. октобар 1918.)
  - Д. Емухвари (18. март 1919—19...)
- Председник Већа народних комесара
  - Нестор Лакоба (1922—19. фебруар 1931.)[5]